# Santa Clause: Die Serie
Santa Clause: Die Serie (Originaltitel: The Santa Clauses) ist eine US-amerikanische Fernsehserie, die von Jack Burditt für Disney+ produziert wurde. Die Serie basiert auf dem Film Santa Clause – Eine schöne Bescherung (1994) und deren Fortsetzungen Santa Clause 2 – Eine noch schönere Bescherung (2002) und Santa Clause 3 – Eine frostige Bescherung (2006). Ein Teil der Besetzung der Filmreihe wirkte auch an der Serie mit, darunter Tim Allen, Elizabeth Mitchell, Eric Lloyd und David Krumholtz.
Die erste Staffel wurde ab dem 16. November 2022 auf Disney+ veröffentlicht. Im Dezember 2022 wurde eine zweite Staffel bestätigt. Diese zweite Staffel wurde ab dem 8. November 2023 auf Disney+ veröffentlicht.

## Handlung
Scott Calvin ist nun seit fast drei Jahrzehnten Santa Claus und ist kurz vor seinem 65. Geburtstag. Durch die jährliche Routine erkennt er, dass er nicht mehr lange der Weihnachtsmann sein kann. Er denkt über ein Leben in der normalen Welt nach, indem seine Teenager Kinder eine Welt außerhalb des Nordpols kennenlernen. Gemeinsam mit den Elfen, seinen Kindern und anderen Familienmitgliedern sucht Scott einen Nachfolger für das Amt des Weihnachtsmannes. Nebenbei bereitet er seine Familie auf das neue Abenteuer in einem Leben abseits des Pols vor.

## Darsteller

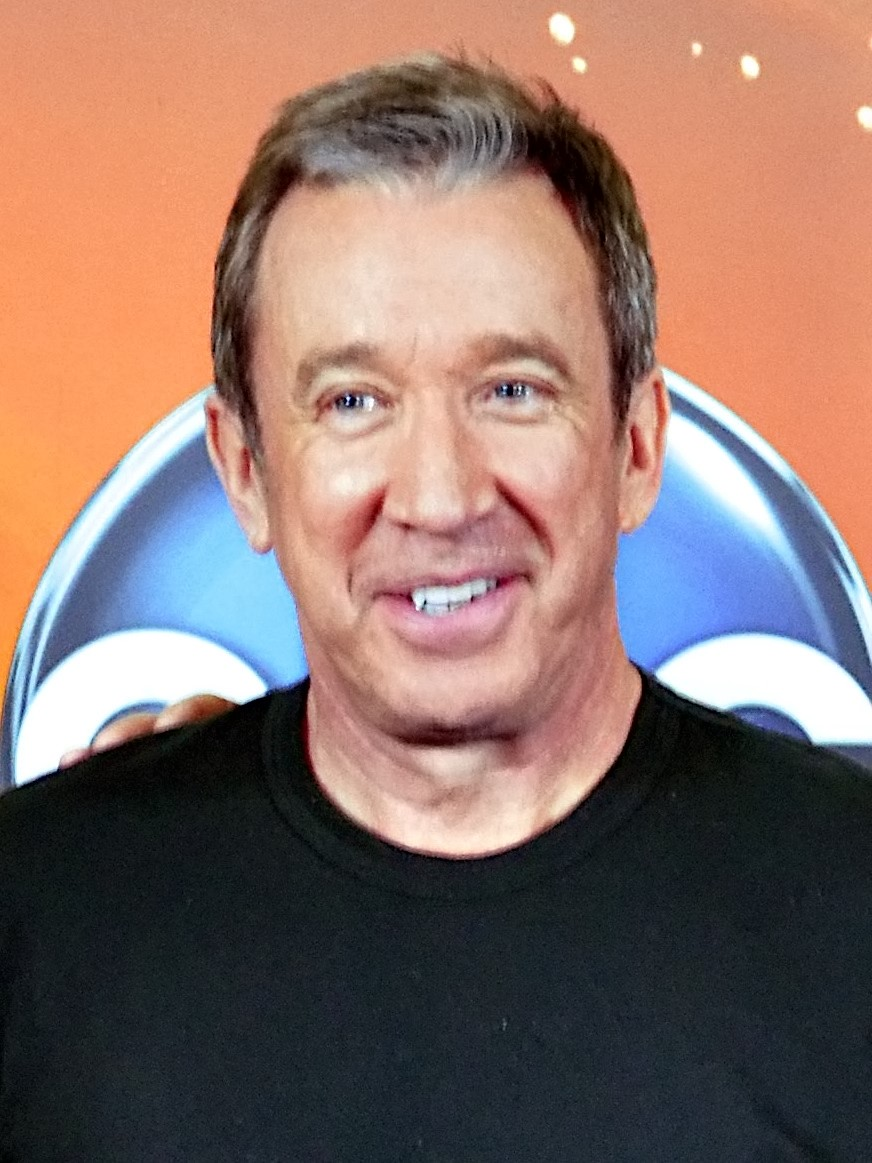
Hauptdarsteller Tim Allen (2012)

| Rolle                            | Darsteller           | Synchronsprecher       | Hauptrolle (Folgen) | Nebenrolle (Folgen)                   |
| -------------------------------- | -------------------- | ---------------------- | ------------------- | ------------------------------------- |
| Scott Calvin/Santa Claus         | Tim Allen            | Stefan Gossler         | 1.01–               |                                       |
| Carol Newman/Ms. Claus           | Elizabeth Mitchell   | Katrin Fröhlich        | 1.01–               |                                       |
| Buddy „Cal“ Calvin-Claus         | Austin Kane          | Mio Lechenmayr         | 1.01–               |                                       |
| Sandra Calvin-Claus              | Elizabeth Allen-Dick | Amelie Wick            | 1.01–               |                                       |
| Simon Chokski/Santa Claus        | Kal Penn             | Alexander Brem         | 1.01–1.06           |                                       |
| Noel                             | Devin Bright         | Niklas Gebendorfer     | 1.01–               |                                       |
| Betty                            | Matilda Lawler       | Tilda Kortemaier       | 1.01–1.06           | 2.01–2.02, 2.05–2.06                  |
| Grace Choksi                     | Rupali Redd          | Romy Sedlmeir          | 1.01–1.06           |                                       |
| Magnus Antas/Der Verrückte Santa | Eric Stonestreet     | Robert-Louis Griesbach | 2.01–               |                                       |
| Kris Kringle                     | Gabriel Iglesias     | Paul Sedlmeir          | 2.01–               |                                       |
| Charlie Calvin                   | Eric Lloyd           | Johannes Wolko         |                     | 1.02                                  |
| Epiphanie                        | Laura San Giacomo    | Michèle Tichawsky      |                     | 1.03–1.04, 1.06, 2.02–2.03, 2.05–2.06 |
| Riley                            | Ruby Jay             | Zina Laus              |                     | 1.04–2.03, 2.06                       |
| Bernard                          | David Krumholtz      | Benedikt Weber         |                     | 1.05–1.06                             |
| Olga                             | Marta Kessler        | Alina Abgarian         |                     | 2.02–                                 |

## Produktion
Im Januar 2022 wurde bekannt gegeben, dass eine Serie entwickelt wird, die als Fortsetzung der Santa Clause-Filme dienen soll, wobei Tim Allen seine Rolle erneut übernimmt und zusätzlich als ausführender Produzent fungiert. Jack Burditt fungiert als Showrunner und ausführender Produzent, während Jason Winer neben seiner Tätigkeit als ausführender Produzent auch als Regisseur tätig ist.
Am 14. Dezember 2022 wurde Santa Clause: Die Serie für eine zweite Staffel verlängert, Tim Allen und Elizabeth Mitchell kehren in ihren Rollen zurück.

### Dreharbeiten
Die Dreharbeiten für die erste Staffel begannen im März 2022 in Los Angeles, wobei JP Wakayama als Kameramann fungierte. Sie wurden im Juni 2022 abgeschlossen.